# VfR Niederfell
Der Verein für Rasensport Niederfell 1949 e.V. ist ein Sportverein aus Rheinland-Pfalz, der 1949 gegründet wurde. Als Sportarten betreibt der Verein Fußball, Taekwondo, Gymnastik und Tanzen. Bekannt geworden ist der Verein durch den Frauenfußball.

## Geschichte

### Frauenfußball
Seine Frauenfußballabteilung existiert seit 2001 und konnte sich binnen fünf Jahren von der tiefsten Klasse bis in die Regionalliga Südwest vorarbeiten. Im DFB-Pokal spielte man in der Saison 2005/06 in der ersten Runde gegen den Karlsruher SC und unterlag mit 0:3. 2010 folgte der Abstieg in die Rheinlandliga.

### Männerfußball
Seit 2014 spiele die Herren in einer Spielgemeinschaft mit dem FSV Dieblich und dem Namen SG Dieblich/Niederfell. In der Saison 2017/18 spielt der Verein in der Kreisliga A Koblenz. 2019 trat der TSV Lay der Sportgemeinschaft bei, die sich von nun an SG Moseltal nennt.

### Taekwondo
Die Abteilung Taekwondo im VfR Niederfell wird vom mehrfachen Deutschen und zweifachen Europameister Peter Rumswinkel geleitet.

## Persönlichkeiten
- Nicole Ferber (Bundesligaspielerin bei TuS Ahrbach und FC Rumeln-Kaldenhausen)
- Nicole Koch (Bundesligaspielerin beim 1. FFC Frankfurt und SC 07 Bad Neuenahr)